# Порт-Саїд – Ойун-Муса
Порт-Саїд — Ойун-Муса — трубопровід на північному сході Єгипту, споруджений для доставки блакитного палива до теплової електростанції Ойун-Муса.
У другій половині 1990-х у районі Порт-Саїду почали роботу газопереробні заводи Ель-Гаміль та Вест-Гарбор. Транспортування підготованого ними газу організували через ряд трубопроводів, зокрема Порт-Саїд — Ойун-Муса завдовжки не менше ніж 310 км з діаметром 600 мм, який прямував до ТЕС Ойун-Муса (стала до ладу в 2000).
Перші кілька десятків кілометрів траса лінії Порт-Саїд — Ойун-Муса збігається з потужним газотранспортним коридором Ель-Гаміль – Ель-Тіна, після чого переходить на східну сторону Суецького каналу, на якій і далі прямує на південь.